# Премія AVN найкращій виконавиці року
Премія AVN найкращій виконавиці року (англ. The AVN (Adult Video News) Female Performer of the Year) — щорічна нагорода, що вручається у січні в Лас-Вегасі, Невада на церемонії AVN Awards. Вручається найкращій акторці попереднього року. Вперше вручена 1993 року.

## Лауреати та номінанти
| Рік  | Фото | Переможниця    | Номінантки |
| ---- | --- | -------------- | --- |
| 1993 | | Ешлін Гір      | |
| 1994 | | Дебі Даймонд   | |
| 1995 | | Азіа Каррера   | Таммі Енн Аріана Кейтлін Ешлі Місті Рейн Шейн |
| 1996 | | Кейтлін Ешлі   | |
| 1997 | | Міссі          | |
| 1998 | | Стефані Свіфт  | |
| 1999 | | Хлоя           | |
| 2000 | | Інарі Веш      | Хлоя Сабріна Джонсон Аліша Класс Монік Рейлін Сереніті Александра Сілк Стефані Свіфт |
| 2001 | | Дживел Де'Ніл  | Джессіка Дарлін Ді Бріджитт Керков Шелбі Майн Крісті Міст Александра Квінн Сереніті Сідні Стіл Інарі Веш Ава Вінсент |
| 2002 | | Нікіта Деніс   | Хлоя Дживел Де'Ніл Бріджитт Керков Монік Тейлор Сент-Клер Сереніті Сідні Стіл Ава Вінсент |
| 2003 | | Аврора Сноу    | Ейпріл Флаверз Бріана Бенкс Беладонна Келлі Кокс Нікіта Деніс Дживел Де'Ніл Джессіка Дрейк Девінн Лейн Джоді Мур Обсешн Мішель Рейвен Олівія Сейнт Ніколь Шерідан Тейлор Сент-Клер Сідні Стіл                                                         |
| 2004 | | Ешлі Блю       | Санрайз Адамс Беладонна Джессіка Дарлін Олівія Дель Ріо Дживел Де'Ніл Бріджитт Керков Девінн Лейн Ешлі Лонг Кармен Лувана Джина Лінн Монік Тейлор Рейн Саванна Семсон Аврора Сноу                                                                     |
| 2005 | | Лорен Фенікс   | Ешлі Блю Сінді Кроуфорд Цитерея Джессіка Дрейк Аріана Джоллі Катя Кассін Катріна Крейвен Джина Лінн Джулі Найт Джейна Осо Тейлор Рейн Алісія Роудс Саванна Семсон Вінес                                                                               |
| 2006 | | Одрі Голландер | Джада Фаєр Нікі Гантер Роксі Джезел Аріана Джоллі Діллан Лорен Мелісса Лорен Міссі Монро Джия Палома Лорен Фенікс Тейлор Рейн Сандра Ромейн Бріттні Скай Флавер Туччі Вінес                                                                           |
| 2007 | | Гілларі Скотт  | Беладонна Жасмін Бірн Джада Фаєр Дженна Гейз Роксі Джезел Кімберлі Кейн Кінзі Кеннер Торі Лейн Санні Лейн Шай Лав Марі Лав Сандра Ромейн Сатіва Роуз Флавер Туччі                                                                                     |
| 2008 | | Саша Грей      | Монік Александер Кортні Каммз Стормі Деніелс Джада Фаєр Дженна Гейз Джессі Джейн Санні Лейн Ребека Лінарес Бріанна Лав Кірстен Прайс Емі Рід Саванна Семсон Аннетт Шварц Гілларі Скотт                                                                |
| 2009 | | Дженна Гейз    | Беладонна Ешлінн Брук Роксі Девілл Джессіка Дрейк Саша Грей Дженні Гендрікс Джессі Джейн Кейден Кросс Санні Лейн Санні Леоні Ребека Лінарес Марі Лав Джианна Майклз Боббі Старр Алексіс Тексіс                                                        |
| 2010 | | Торі Блек      | Беладонна Лексі Белл Ешлінн Брук Дана ДеАрмонд Чейз Еванс Дженна Гейз Кейден Кросс Джессі Джейн Ембер Рейн Ніккі Роудс Енн Марі Ріос Крістіна Роуз Боббі Старр Місті Стоун                                                                            |
| 2011 | Аса Акіра Монік Александер Лексі Белл Дженна Гейз Кейні Лінн Картер Кімберлі Кейн Кейден Кросс Фей Рейган Крістіна Роуз Енді Сан Дімас Боббі Старр Райлі Стіл Місті Стоун Алексіс Тексіс | Торі Блек      | |
| 2012 | | Боббі Старр    | Аса Акіра Лексі Белл Дана ДеАрмонд Грейсі Глем Еллі Гейз Джессі Джейн Кейні Лінн Картер Кімберлі Кейн Кейден Кросс Лілі Лабеу Фенікс Марі Шанель Престон Крістіна Роуз Енді Сан Дімас Алексіс Тексіс                                                  |
| 2013 | | Аса Акіра      | Джессі Ендрюс Єва Анджеліна Лексі Белл Лілі Картер Дана ДеАрмонд Скін Даймонд Грейсі Глем Еллі Гейз Кейден Кросс Лілі Лабеу Бруклін Лі Шанель Престон Крістіна Роуз Саманта Сейнт Енді Сан Дімас Боббі Старр Джада Стівенс Місті Стоун Алексіс Тексіс |
| 2014 | | Бонні Роттен   | Аса Акіра Анікка Олбрайт Бейлі Блю Дені Деніелс Дана ДеАрмонд Скін Даймонд Еллі Гейз Ремі Лайкруа Медді О'Райллі Шанель Престон Райлі Рід Саманта Сейнт Шина Шоу Джада Стівенс                                                                        |
| 2015 | | Анікка Олбрайт | Ей Джей Епплгейт Адріана Чечик Дені Деніелс Скін Даймонд Верука Джеймс Зої Монро Медді О'Райллі Шанель Престон Ромі Рейн Райлі Рід Бонні Роттен Далья Скай Джада Стівенс Джоді Тейлор                                                                 |
| 2016 | | Райлі Рід      | Анікка Олбрайт Огест Еймс Ей Джей Епплгейт Вікі Чейз Адріана Чечик Картер Круз Дені Деніелс Айдра Фокс Кейша Грей Джілліан Дженсон Єва Ловія Медді О'Райллі Ромі Рейн Клейо Валентьєн                                                                 |
| 2017 | | Адріана Чечик  | Анікка Олбрайт Огест Еймс Ей Джей Епплгейт Вікі Чейз Абелла Денджер Айдра Фокс Кейша Грей Шанелль Гарт Кетріна Джейд Джілліан Дженсон Сара Лавв Меган Рейн Райлі Рід Вероніка Родрігес                                                                |